# Kalafgan (huyện)
Kalafgan là một huyện thuộc tỉnh Takhar, Afghanistan. Dân số thời điểm năm 1999 là 30,753 người.